# Peter Winter (friidrottare)
Peter Winter, född 17 januari 1971, är en friidrottare från Australien. Han deltog vid olympiska sommarspelen 1996.